# Animal Ambition
Animal Ambition (stilizzato in Animal Ambition: An Untamed Desire to Win) è il sesto album discografico in studio del rapper statunitense 50 Cent, pubblicato nel giugno 2014.  

## Tracce
1. Hold On – 3:46 (Curtis Jackson, Joell Ortiz, Norman Whitfield, Barrett Strong, A. Feeney)
2. Don't Worry 'Bout It (feat. Yo Gotti) – 4:01 (Jackson, Mario Mims, C. Barrionoevo)
3. Animal Ambition – 3:08 (Jackson, S. Thornton)
4. Pilot – 3:20 (Jackson, Curtis Mayfield, S. Patten)
5. Smoke (feat. Trey Songz) – 3:50 (Jackson, Andre Young, Dawaun Parker, Tremaine Neverson, Mark Batson, T. Scales)
6. Everytime I Come Around (feat. Kidd Kidd) – 3:10 (Jackson, Curtis Stewart, R. Facchinetti, S. Slang)
7. Irregular Heartbeat (feat. Jadakiss & Kidd Kidd) – 3:39 (Jackson, Jason Phillips, Stewart, Martin Rodriguez, G. Estrada)
8. Hustler – 3:05 (Jackson, Jacob Dutton)
9. Twisted (feat. Mr. Probz) – 3:14 (Jackson, J. Woods, A. Caines)
10. Winners Circle (feat. Guordan Banks) – 3:23 (Jackson)
11. Chase the Paper (feat. Prodigy, Kidd Kidd & Styles P) – 4:17 (Jackson, Tyrone Fyffe, Albert Johnson, C. Stewart, David Styles)

## Classifiche
| Classifica(2014)                    | Posizione raggiunta |
| ----------------------------------- | ------------------- |
| Italia (FIMI)                       | 85                  |
| Regno Unito (Official Albums Chart) | 21                  |
| Stati Uniti (Billboard 200)         | 4                   |